# Union City (Ohio)
Union City es una villa ubicada en el condado de Darke, en el estado estadounidense de Ohio. Según el censo de 2020, tiene una población de 1582 habitantes.

## Geografía
Union City se encuentra ubicada en las coordenadas 40°11′55″N 84°47′21″O / 40.19861, -84.78917. Según la Oficina del Censo de los Estados Unidos, Union City tiene una superficie total de 2.5 km², de la cual 2.38 km² corresponden a tierra firme y (4.87%) 0.12 km² es agua.

## Demografía
Según el censo de 2020, hay 1528 personas residiendo en Union City. La densidad de población es de 664,71 hab./km². El 87.23% de los habitantes son blancos, el 2.59% son afroamericanos, el 0.06% es asiático, el 0.06% son isleños del Pacífico, el 2.78% son de otras razas y el 7.27% son de una mezcla de razas. Del total de la población, el 8.66% son hispanos o latinos de cualquier raza.